# Doune Castle
Doune Castle ist eine spätmittelalterliche Burg in der früheren Grafschaft Stirling, Perthshire, in Schottland. Sie steht auf einem Felssporn über dem Fluss Teith, 13 Kilometer südöstlich der Stadt Callander am Fuß der Trossach-Berge in den schottischen Highlands.

## Geschichte

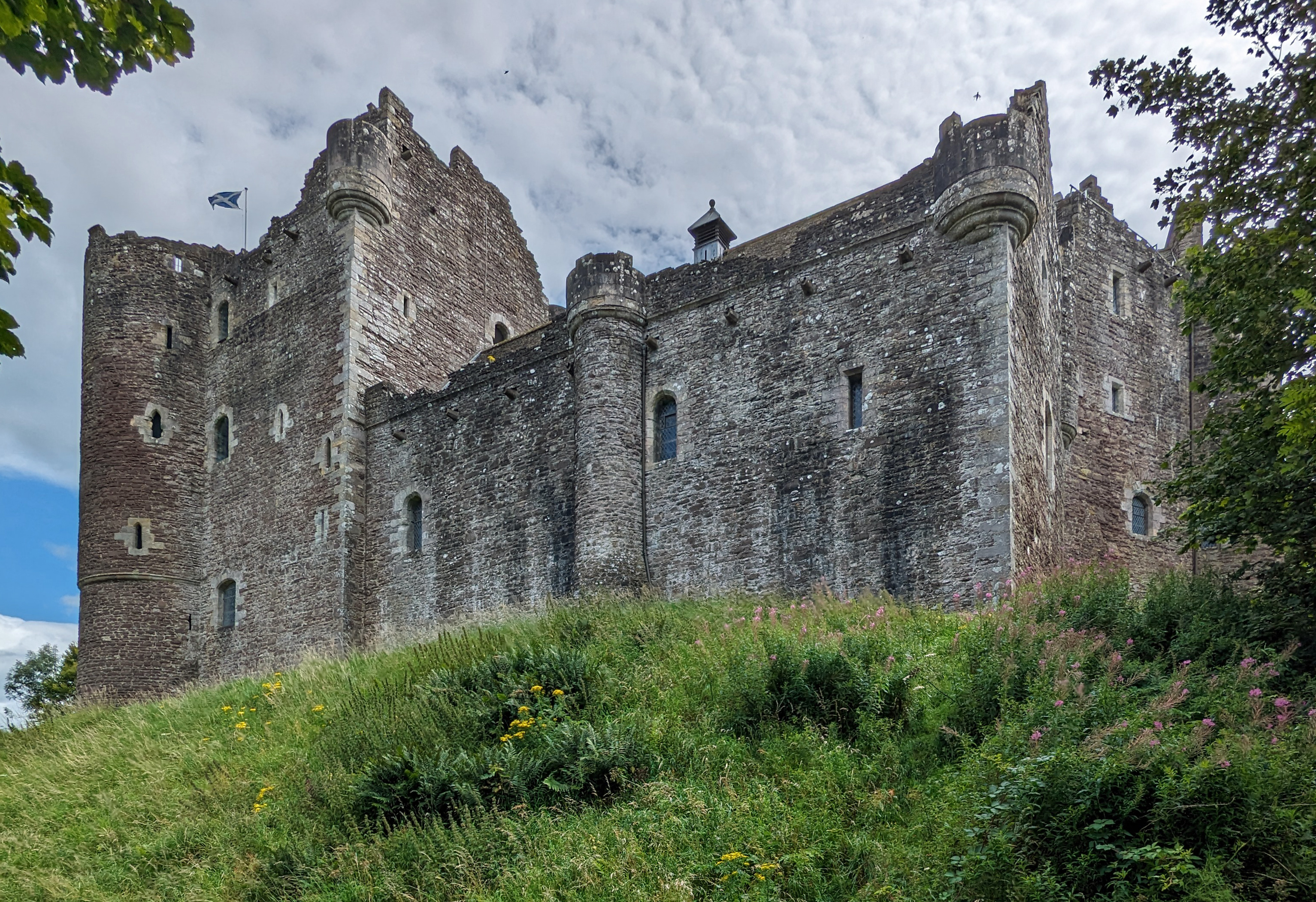
Doune Castle, Nordwest-Seite

Die Burg wurde um 1390 von Robert Stewart, 1. Duke of Albany vermutlich anstelle einer älteren Befestigung errichtet. Im 15. und 16. Jahrhundert diente sie den schottischen Monarchen, darunter Maria Stuart, als Landsitz und Jagdschloss. Bei ihrem zweiten Aufstand 1745 nutzten sie die Jakobiten als Gefängnis. Im 19. Jahrhundert wurde die Burg aufwendig restauriert.
Heute wird die Anlage von der staatlichen Denkmalschutzbehörde Historic Scotland verwaltet und ist gegen Eintrittsgeld zu besichtigen. 2019 wurde Doune Castle von rund 153.000 Personen besucht. 2024 betrug die Besucherzahl etwa 119.000 Personen.

## Anlage
Die unvollendet gebliebene Burg ist auf drei Seiten von steil abfallenden Hängen geschützt. Der Zugang von Norden ist durch Erdwerke befestigt. Um einen geräumigen, von hohen Mauern umgebenen Innenhof gruppieren sich die Wohn- und Repräsentationsbauten, darunter als dominierendes Bauwerk der 30 Meter hohe, vierstöckige Wohnturm Lord's Hall, durch dessen Erdgeschoss der 14 Meter lange gewölbte Torweg führt, sowie die Great Hall mit Küche.

## Trivia
In Walter Scotts Erstlings-Roman Waverley ist die Burg Zufluchtsort des Protagonisten Edward Waverley.
1951 wurde die Burg als Kulisse für den Film Ivanhoe – Der schwarze Ritter verwendet.
Die Burg ist auch bekannt als Kulisse für den Kinofilm Die Ritter der Kokosnuß der englischen Komikergruppe Monty Python, in dem sie in mehreren Szenen als Camelot, Schloss Dosenschreck („Castle Anthrax“) und Sumpfschloss („Swamp Castle“) Ort der Handlung ist.
Zudem fanden hier Dreharbeiten für die US-amerikanische Fantasy-Fernsehserie Game of Thrones statt.
Für die Verfilmung des Romans Feuer und Stein von Diana Gabaldon in der Fernsehserie Outlander wurde ebenfalls teilweise auf Doune Castle gedreht. Das Gebäude repräsentiert darin die Roman-Burg Leoch.